# Ardro pod Velikim Trnom
Ardro pod Velikim Trnom este o localitate din comuna Krško, Slovenia, cu o populație de 21 de locuitori.